# Fałkowo (przystanek kolejowy)
Fałkowo – przystanek kolejowy w Fałkowie, w województwie wielkopolskim, w Polsce. Znajdują się tu 2 perony.

## Ruch pasażerski
| Rok  | Wymiana pasażerska na dobę |
| ---- | -------------------------- |
| 2017 | 300-499                    |
| 2022 | 300-499                    |

## Połączenia
- Bydgoszcz Główna
- Gniezno
- Inowrocław
- Leszno
- Mogilno
- Poznań Główny
- Poznań Wschód
- Toruń Główny